# Chaetodontoplus conspicillatus
Chaetodontoplus conspicillatus là một loài cá biển thuộc chi Chaetodontoplus trong họ Cá bướm gai. Loài này được mô tả lần đầu tiên vào năm 1900.

## Từ nguyên
Từ định danh của loài trong tiếng Latinh mang nghĩa là "có đeo kính", hàm ý đề cập đến vòng xanh bao quanh mắt của chúng.

## Phạm vi phân bố và môi trường sống
C. conspicillatus là một loài bản địa của Tây Nam Thái Bình Dương. Phạm vi của loài này trải dài từ phía nam của biển San Hô đến Nouvelle-Calédonie, và từ phía nam rạn san hô Great Barrier (Queensland) đến New South Wales, bao gồm hai đảo Lord Howe và đảo Norfolk ngoài khơi biển Tasman (đều thuộc Úc).
C. conspicillatus sống tập trung gần các rạn san hô xa bờ, phổ biến ở độ sâu khoảng từ 20 đến 40 m, nhưng cá con thường được nhìn thấy ở những vùng nước nông gần bờ như đầm phá, bến cảng và vịnh, đặc biệt là ở những khu vực có nhiều san hô mềm phát triển.

## Mô tả
C. conspicillatus có chiều dài cơ thể tối đa được biết đến là 25 cm. C. conspicillatus có màu xanh lam xám ở thân trên, sẫm nâu hơn ở thân dưới. Đầu và nắp mang có màu vàng da cam; gốc vây ngực và hầu hết vây đuôi có màu vàng. Mõm, rìa ngoài của vây ngực và vây đuôi có màu đen. Môi và vây bụng có màu trắng hoặc xanh lam sáng. Mắt và nắp mang được bao quanh bởi đường viền màu xanh lam, một sọc xanh tương tự cũng xuất hiện ở má. Vây hậu môn, vây lưng và vây đuôi được viền xanh óng ở rìa. Cá con gần như có màu nâu sẫm, trừ phần lưng và toàn bộ vây lưng có màu kem.
Số gai vây lưng: 13; Số tia vây ở vây lưng: 18; Số gai vây hậu môn: 3; Số tia vây ở vây hậu môn: 18.

## Sinh thái học
C. conspicillatus bơi theo cặp. Thức ăn chủ yếu của chúng là là hải miên (bọt biển) và những loài thuộc phân ngành Sống đuôi.
C. conspicillatus là một loài cá cảnh khá đắt tiền. Trong quá trình nhân giống nuôi nhốt, C. conspicillatus đã lai tạp với Chaetodontoplus septentrionalis, một loài ở Tây Bắc Thái Bình Dương, điều không thể xảy ra trong tự nhiên. Bên cạnh đó, C. conspicillatus còn được ghi nhận là đã lai tạp với Chaetodontoplus meredithi ngoài khơi bang Queensland, Úc và tại đảo Lord Howe.